# العلاقات النرويجية البلغارية
العلاقات النرويجية البلغارية هي العلاقات الثنائية التي تجمع بين النرويج وبلغاريا.

## مقارنة بين البلدين
هذه مقارنة عامة ومرجعية للدولتين:
| وجه المقارنة                                              | النرويج                                                   | بلغاريا                                                                             |
| --------------------------------------------------------- | --------------------------------------------------------- | ----------------------------------------------------------------------------------- |
| المساحة (كم2)                                             | 385.21 ألف                                                | 110.99 ألف                                                                          |
| عدد السكان (نسمة)                                         | 5.33 مليون                                                | 7.08 مليون                                                                          |
| الكثافة السكانية (ن./كم²)                                 | 13.84                                                     | 63.79                                                                               |
| العاصمة                                                   | أوسلو                                                     | صوفيا                                                                               |
| اللغة الرسمية                                             | بوكمول، لغات السامي، نينوشك، اللغة النرويجية              | اللغة البلغارية                                                                     |
| العملة                                                    | كرونة نروجية                                              | ليف بلغاري                                                                          |
| الناتج المحلي الإجمالي (بليون دولار)                      | 398.83 مليار                                              | 56.83 مليار                                                                         |
| الناتج المحلي الإجمالي (تعادل القوة الشرائية) بليون دولار | 322.23 مليار                                              | 130.99 مليار                                                                        |
| الناتج المحلي الإجمالي الاسمي للفرد دولار أمريكي          | 74.40 ألف                                                 | 8.03 ألف                                                                            |
| الناتج المحلي الإجمالي للفرد دولار أمريكي                 | 65.61 ألف                                                 | 17.21 ألف                                                                           |
| مؤشر التنمية البشرية                                      | 0.944                                                     | 0.782                                                                               |
| رمز المكالمات الدولي                                      | +47                                                       | +359                                                                                |
| رمز الإنترنت                                              | .no                                                       | .bg، .бг ‏                                                                           |
| المنطقة الزمنية                                           | ت ع م+01:00، ت ع م+02:00، توقيت وسط أوروبا، أوروبا/أوسلو ‏ | ت ع م+02:00، ت ع م+03:00، أوروبا/صوفيا ‏، توقيت شرق أوروبا، توقيت شرق أوروبا الصيفي ‏ |

## مدن متوأمة
في ما يلي قائمة باتفاقيات التوأمة بين مدن نرويجية وبلغارية:
- ترتبط ستافانغر مع فارنا باتفاقية توأمة منذ 1948.

## منظمات دولية مشتركة
يشترك البلدان في عضوية مجموعة من المنظمات الدولية، منها:
| علم المنظمة | اسم المنظمة                               | تاريخ انضمام النرويج | تاريخ انضمام بلغاريا |
| ----------- | ----------------------------------------- | -------------------- | -------------------- |
|             | وكالة ضمان الاستثمار متعدد الأطراف        | 9 أغسطس 1989         | 23 سبتمبر 1992       |
|             | الأمم المتحدة                             | 27 نوفمبر 1945       | 14 ديسمبر 1955       |
|             | الفريق المعني برصد الأرض                  | ?                    | ?                    |
|             | مركز تنسيق الحركة في أوروبا ‏              | ?                    | ?                    |
|             | منظمة حظر الأسلحة الكيميائية              | ?                    | ?                    |
|             | منظمة التجارة العالمية                    | 1995                 | 1 ديسمبر 1996        |
|             | منظمة الشرطة الجنائية الدولية             | ?                    | ?                    |
|             | منظمة الأمن والتعاون في أوروبا            | 25 يونيو 1973        | 25 يونيو 1973        |
|             | حلف شمال الأطلسي                          | 4 أبريل 1949         | 29 مارس 2004         |
|             | نظام تحكم تكنولوجيا القذائف               | 1990                 | 2004                 |
|             | يونسكو                                    | 4 نوفمبر 1946        | 17 مايو 1956         |
|             | مجلس أوروبا                               | 5 مايو 1949          | 7 مايو 1992          |
|             | Strategic Airlift Capability ‏             | ?                    | ?                    |
|             | الاتحاد البريدي العالمي                   | ?                    | ?                    |
|             | البنك الدولي للإنشاء والتعمير             | 27 ديسمبر 1945       | 25 سبتمبر 1990       |
|             | اتفاقية السماوات المفتوحة                 | ?                    | ?                    |
|             | الاتحاد الدولي للاتصالات                  | 1866                 | 18 سبتمبر 1880       |
|             | مؤسسة التمويل الدولية                     | 20 يوليو 1956        | 22 يوليو 1991        |
|             | المنظمة الأوروبية لسلامة الملاحة الجوية   | 1994                 | 1997                 |
|             | المركز الدولي لتسوية المنازعات الاستشارية | 15 سبتمبر 1967       | 13 مايو 2001         |
|             | مجموعة أستراليا                           | 1986                 | 2001                 |
|             | مجموعة الموردين النوويين                  | ?                    | ?                    |

## وصلات خارجية
- موقع وزارة الخارجية النرويجية
- موقع وزارة الخارجية البلغارية